# World Register of Marine Species
World Register of Marine Species, WoRMS (рус.  Всемирный реестр морских видов) — база данных, создатели которой собираются обеспечить авторитетный и наиболее полный список всех известных видов морских организмов.
Содержание базы данных контролируется экспертами в области таксономии, а не менеджерами баз данных. WoRMS имеет редакционную систему управления, где каждая таксономическая группа контролируется экспертом, который имеет полномочия в отношении содержания, и отвечает за контроль качества публикуемой информации. WoRMS поддерживает допустимые (валидные) имена занесённых в неё морских организмов, предоставляет информацию о синонимах и недопустимых названиях. Информация о новых открытых видах, изменениях номенклатуры и систематики существующих видов постоянно публикуются в базе данных.
Данный регистр морских видов возник из Европейского реестра морских видов (ERMS) и его комбинации с несколькими другими базами, в основном финансируется Европейским Союзом и базируется в Морском институте Фландрии в Бельгии.
По состоянию на октябрь 2012 года база данных содержит 214 950 общепринятых видов, из которых проверенными являются 196 692. База включает 368 337 видовых названий, включая синонимы, для 460 831 таксонов и 26 338 фотографий.
По состоянию на март 2022 года база данных содержит 481 399 живых видов.